# Krakus

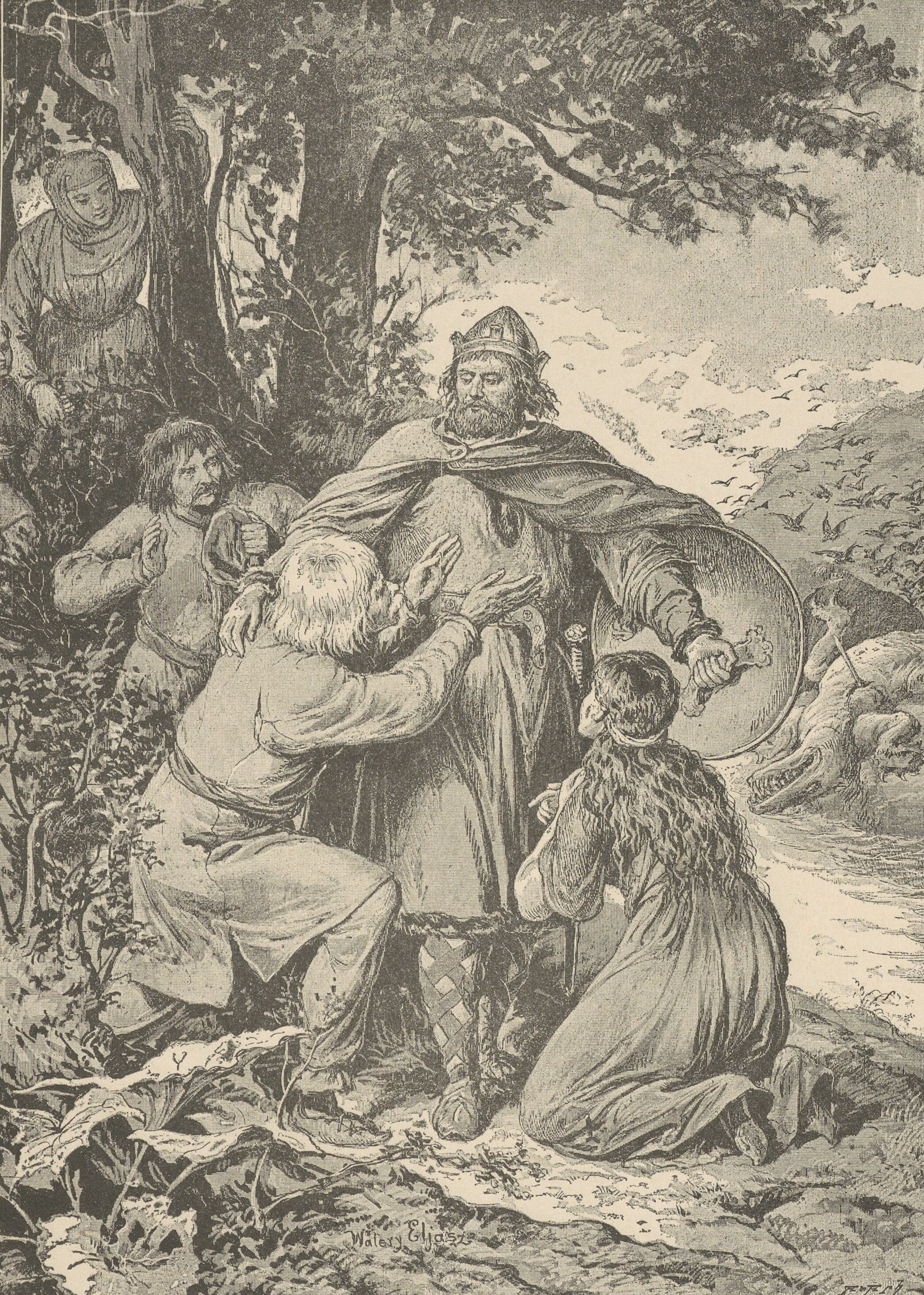
"Krakus", da un dipinto di Walery Eljasz-Radzikowski (1841-1905)

Krakus o Krak o Grakch è il nome del leggendario principe polacco fondatore di Cracovia e capo dei Lechiti e ricordato anche come il fondatore del Wawel.
La prima menzione del nome Krakus è rintracciabile nella Chronica seu originale regum et principum Poloniae, databile al 1190.
Molte sono le leggende legate al suo nome, la più nota riguarda l'uccisione del drago che viveva sulla collina del Wawel, un'altra legata a Wanda, ritenuta da alcuni sua figlia, che preferì morire piuttosto che andare in sposa ad un principe germanico che si era invaghito di lei e che pur di averla aveva messo sotto assedio la città minacciando la sua distruzione. Questa leggenda creata da Vincenzo Kadłubek, risulta molto simile ad un'altra leggenda che appartiene alla tradizione ceca attribuita a Cosma Praghese.
Un'altra leggenda, priva di fondamento, lo vede come vittorioso contro l'esercito romano che tentata di invadere le sue terre.
Il tumulo di Krakus è tradizionalmente indicato come la tomba di Krakus sebbene dai numerosi scavi e studi condotti, più che una tomba sembra essere un monumento funerario alla memoria del principe.